# Филип фон Флерсхайм
Филип фон Флерсхайм (на немски: Philipp von Flersheim; * 1481, Кайзерслаутерн, Пфалц; † 14 август 1552, дворец в Цаберн (Саверн), Елзас) е княжески епископ на Шпайер (1529 – 1552) като Филип II и княжески пропст на Вайсенбург/Висамбур (1546 – 1552).

## Живот
Той е син на Ханс фон Флерсхайм († 1519), курпфалцски амтман в Кайзерслаутерн, и съпругата му Отилия Кранх фон Кирххайм († 1486). Сестра му Хедвиг фон Флерсхайм († 1515) е омъжена от 1499 г. за вожда на германското рицарство Франц фон Зикинген (1481 – 1523) и той присъства на умирането му, след това се грижи за децата им.
Филип става през 1491 г. каноник в манастир „Св. Мартин“ във Вормс. През 1501 г. той е свещеник в Бибесхайм ам Рейн, 1503 г. става домхер във Вормс и Шпайер, по-късно и в Аугсбург и Айхщет. През 1495 г. започва да следва в Хайделберг, по-късно продължава в Париж и Льовен. На 22 юни 1504 г. за един семестър той е ректор на университета в Хайделберг. Там той завършва на 6 май 1505 и 1507 г. и на 17 февруари 1517 г. става „доктор по двете права“ (Doctor iuris utriusque). Филип започва също и държавна служба. През 1505 г. той е съветник при император Максимилиан I и курфюрст Филип фон дер Пфалц. От 1510 г. е пратеник на епископа на Шпайер. Той става певец в катедралата на Шпайер, докато на 17 март 1529 г. е избран там за катедрален пробст.
Той е избран на 17 април 1523 г. за коадютор-епископ на Вормс и се отказва на 18 декември 1523 г. На 22 октомври 1529 г. е избран за епископ на Шпайер след Георг фон Пфалц. Помазан е на 19 януари 1530 г. и започва службата си на 27 март 1530 г.
Филип фон Флерсхайм умира на 71 години на 14 август 1552 г. в Елзас. След него епископ на Шпайер става Рудолф фон Франкенщайн.